# 東広島市立豊栄小学校
東広島市立豊栄小学校（ひがしひろしましりつ とよさかしょうがっこう）は、広島県東広島市豊栄町鍛冶屋にある市立小学校。

## 概要
東広島市の北部、豊栄地区にある。校区は穀倉地帯で、緑豊かな水田が広がっている。

## 沿革
- 1993年4月 - 清武小学校、吉原小学校、安宿小学校の3校を統合し、豊栄小学校として開校。
- 1994年4月 - 能良小学校、清武西小学校を統合。
- 1995年4月 - 乃美小学校を統合。
- 2005年2月 - 町合併により東広島市立豊栄小学校と改称。

## 学校行事
- 4月 - 入学式、遠足
- 5月 - 運動会
- 11月 - 学習発表会
- 3月 - 卒業式

## 通学区域
- 東広島市豊栄町

## 進学先中学校
- 東広島市立豊栄中学校

## 周辺
- 豊栄市民体育館